# Caverna Ouro Grosso
Caverna Ouro Grosso é uma caverna pertencente ao PETAR, localizado na cidade de Iporanga, é considerado um Sítio da Geodiversidade de Relevância Nacional.

## Caracterização
Seu nome foi dado por garimpeiros que na região faziam a prospecção de minerais, seu principal atrativo é espeleológico, tendo como suas principais funções o viés educacional e turístico (recreativo) de interesse ecológico.